# San Isidro 2.ª Sección
San Isidro 2.ª Sección es una localidad del municipio de Nacajuca ubicado en la subregión centro del estado mexicano de Tabasco.

## Geografía
La localidad de San Isidro 2.ª Sección se sitúa en las coordenadas geográficas 18°13′51″N 93°01′30″O / 18.230833, -93.025000, a una elevación de 1 metro sobre el nivel del mar.

## Demografía
Según el Conteo de Población y Vivienda 2020, efectuado por el Instituto Nacional de Estadística y Geografía, la localidad de San Isidro 2.ª Sección tiene 559 habitantes, de los cuales 282 son del sexo masculino y 277 del sexo femenino. Su tasa de fecundidad es de 2.45 hijos por mujer y tiene 132 viviendas particulares habitadas.
| Gráfica de evolución demográfica de San Isidro 2.ª Sección entre 1940 y 2020 |
|                                                                              |
| INEGI.                                                                       |